# Edmund Theil
Edmund Theil (* 25. Juli 1913 in Mailand; † 2015) war ein deutscher Kunsthistoriker und Autor.

## Leben
Theil wuchs in Meißen auf. 1934 machte er in Dresden Abitur. Danach leistete er bis 1935 den Reichsarbeitsdienst und den Wehrdienst in Kamenz und Königsbrück. Bis 1939 studierte er an der Universität Leipzig Zeitungswissenschaft und Kunstgeschichte. Zu seinen Lehrern an der Universität Leipzig gehörten die Professoren Hans Amandus Münster, Theodor Hetzer und Johannes Jahn. Nach Ausbruch des Zweiten Weltkrieges diente Theil als Soldat im Deutschen Afrikakorps von Erwin Rommel.
Theil war während der Zeit des Nationalsozialismus NS-Journalist, Fotoreporter und Propagandaoffizier. 1944 arbeitete er unter Anton Bossi Fedrigotti in Rom. Von Mai 1944 bis April 1945 betrieb Theil zusammen mit Anton Bossi Fedrigotti im Dorf Fino Mornasco am Comer See eine Radio-Propagandastation.

## Schriftstellerische Themen
Theil schrieb über archäologische Ausgrabungen in Libyen und besuchte ab der zweiten Hälfte 1960er Jahre als Tourist die Sahara. Dabei scheiterte er an einer Überquerung des südtunesischen Salzsees Chott el Djerid. Theil ist der Autor zahlreicher kunsthistorischer Schriften, die sich mit Kunstdenkmälern in Südtirol beschäftigen. Außerdem verarbeitete er seine eigenen Kriegserlebnisse in dokumentarischen Berichten: In Italien in seinem Buch Kampf um Italien und in Afrika in seinem Buch Rommels verheizte Armee.
Theil verfügte über eine wertvolle Sammlung orientalischer Handschriften, die nach seinem Tod in den Besitz der Staatsbibliothek zu Berlin – Preußischer Kulturbesitz überging.
Theil war Liebhaber der Bücher von Karl May. Aus dieser Liebhaberei entstanden 12 Fortsetzungsromane, die 1932 spielen. Von diesen Romanen wurden 6 stark gekürzt in der Reihe Jagd auf die Raubkarawane veröffentlicht. Die Manuskripte der 6 restlichen sind verschollen. Theil fand für dieses Vorhaben die Unterstützung der Karl-May-Gesellschaft.
Im Gegensatz zu Karl May beschrieb Theil eine Welt, die er selbst erlebt hatte. Er wolle „die Jugend an den Islam heranführen“ und erwarte für die nähere Zukunft ein Aufblühen der arabischen Kultur.
Daneben untersuchte Theil die Werke und Themen Karl Mays im gegenwärtigen, politischen, sozialen, kunsthistorischen und literarischen Kontext.

## Werke (Auswahl)
- Wie Patty Frank uns seinen Freund Hein vorstellte, in: MKMG 84 (1990), S. 33 online
- Weltchronik, Rudolf von Ems. Karl der Große, Der Stricker, Bozen 1986, ISBN 978-88-7014-407-9
- Kampf um Italien: Von Sizilien bis Tirol 1943–1945, Langen-Müller, 1983, ISBN 978-3-7844-1966-4
- Karl May und die arabische Frage gestern und heute, in: MKMG 44 (1980), S. 3–6 online
- Rommels verheizte Armee, Molden, 1979, ISBN 978-3-217-00963-9
- Edmund Theil: Ich über mich. In: Magazin für Abenteuer-, Reise- und Unterhaltungsliteratur Heft 18, 1978. Neuere Ausgabe: Magazin für Abenteuer-, Reise- und Unterhaltungsliteratur, Kompendium Band 3, Herausgeber: Thomas Ostwald, Verlag Bärenklau Exklusiv, 2022 Ich über mich in der Google-Buchsuche
- Sächsische Burgen und Schlösser, Bielefeld/Leipzig: Velhagen & Klasing, 1940

### Kleine Laurin-Kunstführer: Monographien über die bedeutendsten Kunstschätze Südtirols
- Castel Velturno, Verlagsanstalt Athesia, 1984, ISBN 88-7014-354-6
- Die Spitalkirche in Latsch (= Kleiner Laurin-Kunstführer, Heft 10), Verlagsanstalt Athesia, 1983
- Kloster Säben ober Klausen (= Kleiner Laurin-Kunstführer, Heft 31), 1981, ISBN 88-7014-222-1
- Burg Reifenstein bei Sterzing, Verlagsanstalt Athesia, 1981, ISBN 978-88-7014-221-1
- Kloster Sonnenburg bei St. Lorenzen, ISBN 978-88-7014-156-6
- Sankt Prokulus bei Naturns (= Kleiner Laurin-Kunstführer, Heft 1), Verlagsanstalt Athesia, 1979
- Schloss Velthurns bei Brixen (= Kleiner Laurin-Kunstführer, Heft 20), 1978, ISBN 978-88-7014-015-6
- Die Kirchen von Säben (= Kleiner Laurin-Kunstführer, Heft 32), Verlagsanstalt Athesia, 1977
- Der Loretoschatz von Klausen (= Kleiner Laurin-Kunstführer, Heft 28), Verlagsanstalt Athesia, 1976
- Maria Trost in Untermais, Meran (= Kleiner Laurin-Kunstführer, Heft 26), Verlagsanstalt Athesia, 1975
- Sankt Georg bei Schenna, Verlagsanstalt Athesia, 1973
- St. Benedikt in Mals, zusammen mit Ursula Theil, Verlagsanstalt Athesia, 1973
- Die Spitalkirche in Meran (= Kleiner Laurin-Kunstführer, Heft 19), Verlagsanstalt Athesia, 1973
- Sankt Helena bei Deutschnofen (Bozen), Verlagsanstalt Athesia, 1973
- St. Nikolaus in Klerant bei Brixen (= Kleiner Laurin-Kunstführer, Heft 13), Verlagsanstalt Athesia, 1971
- St. Jakob in Grissian (= Kleiner Laurin-Kunstführer, Heft 3), Verlagsanstalt Athesia, 1970
- St. Stephan von Obermontani bei Monter, Verlagsanstalt Athesia, 1969
- St. Peter ob Gratsch bei Tirol, Laurin-Verlag, 1963
- Der Multscher-Altar von Sterzing, Odyssee eines Kunstwerkes, Laurin-Verlag, 1960
- St. Jakob in Kastelaz, Verlagsanstalt Athesia, 1959

### Karl-May-Fortsetzungen
- Bd. 1: Im Schatten der Pyramiden, Molden, 1977, ISBN 3-217-00875-8
- Bd. 2: Am See der Krokodile, Molden, 1977, ISBN 3-217-00874-X
- Bd. 3: Die Sänften des Todes, Molden, 1978, ISBN 3-217-00877-4
- Bd. 4: In der Oase des Orakels, Bertelsmann, 1985, ISBN 3-217-00878-2
- Bd. 5: Die Dünen der Vergeltung, Bertelsmann, 1985, ISBN 3-217-00911-8
- Bd. 6: Bei den Rittern der Wüste, Bertelsmann, 1985, ISBN 3-217-00912-6